# Рупшис, Вальдемарас
Вальдемарас Рупшис (род. 2 мая 1967, Шяуляй, ЛССР, СССР) — полный генерал, командующий Вооружёнными силами Литвы c 24 июля 2019 года по 24 июля 2024 года.

## Биография
Родился 2 мая 1967 года в Шяуляе. 
Военную карьеру начал в 1985 году с поступления в Новочеркасское Высшее Военное Училище. В 1987 году в звании сержанта являлся заместителем командира взвода курсантов 414 учебной группы. В 1989 году, в связи с политическими событиями в СССР, прекратил обучение и убыл в Литву незадолго до окончания.
Офицерскую присягу служить литовскому государству он принял в 1990 году. 11 ноября после начала службы в системе национальной обороны в Пограничной службе. С 1992 года служил командиром Шяуляйского мотодесантного взвода бригады полевой армии, затем командиром роты.
В 1996 году он получил повышение и был назначен начальником штаба - заместителем командира мотопехотного батальона имени герцога Вайдотаса Каунасского Шяуляйского батальона, позже - начальником оперативного отдела (S3) штаба батальона.
D 2001 Майор В. Рупшис занимал должность заместителя командира-начальника штаба мотопехотного батальона Великого князя Кястутиса Литовского, а вскоре был назначен командиром мотопехотного батальона Великого князя Кястутиса Литовского. 
На этой должности он занимал до 2005 года. в 2006 году Подполковник В. Рупшис назначен на службу в Литовскую военную академию имени генерала Йонаса Жемайтиса. в 2008 24 ноября был направлен в Департамент кадров и социального обеспечения Министерства национальной обороны.
В 2011 В. Рупшюсу было присвоено звание полковника и назначен командиром мотострелковой бригады «Железный волк».
1 августа 2013 года назначен на должность директора Департамента кадров Министерства национальной обороны. Но уже 1 сентября 2014 года назначен помощников тогдашнего главнокомандующего генерала-лейтенанта Жукаса.  
В 2016 году назначен на должность командующего сухопутными силами, указом Президента Литовской Республики присвоено звание бригадного генерала. В 2018 году в ноябре, в ознаменование 100-летия восстановления Войска Литовского, ему было присвоено звание генерал-майора.
В 2016 году был назначен на должность командующего Сухопутными войсками, указом Президента Литовской Республики ему было присвоено звание бригадного генерала. В ноябре 2018 года был повышен в звании до генерал-майора.
По состоянию на 24 июля 2019 года, генерал-майор Вальдемарас Рупшис указом Президента Литовской Республики занял пост командующего Вооруженных сил Литвы.
29 ноября 2019 года президент Литвы Гитанас Науседа присвоил ему звание генерал-лейтенанта — наивысшее в стране на тот момент.
В свободное время интересуется историческими документальными фильмами, военной историей и кинологией.
10 июля 2023 года в связи с проведением Саммита НАТО в Вильнюсе, президент Литвы Гитанас Науседа присвоил ему звание генерала — наивысшее звание в войске. Таким образом он стал первым литовским офицером ставшим полным (четырёхзвёздным) генералом.